# William W. Quinn

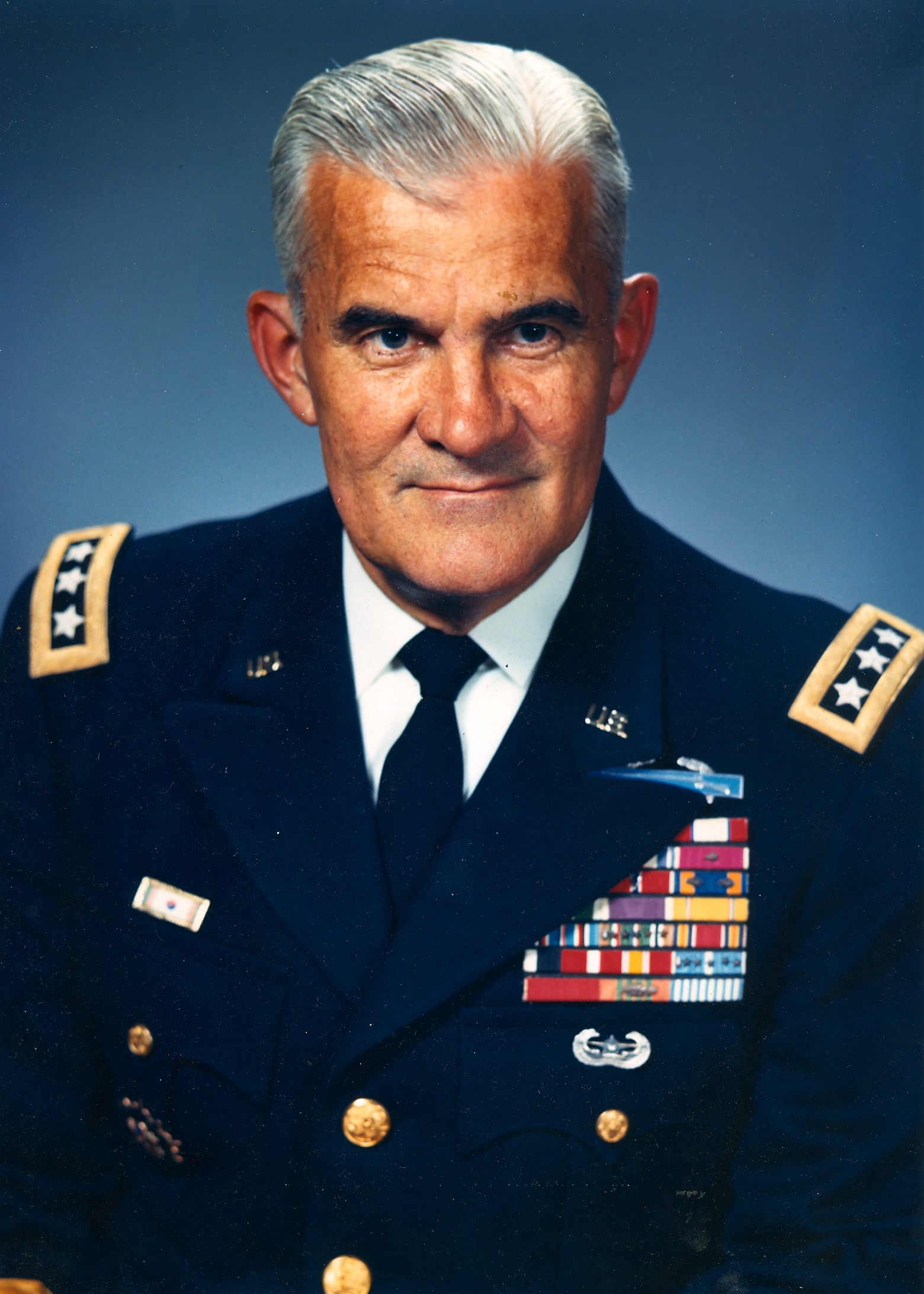
William W. Quinn

William Wilson Quinn (* 1. November 1907 in Crisfield, Maryland; † 11. September 2000 in Washington, D.C.) war ein Generalleutnant der United States Army. Er war unter anderem Kommandeur der 4. Infanteriedivision.

## Leben
William Quinn besuchte die öffentlichen Schulen seiner Heimat einschließlich der Crisfield High School. In den Jahren 1929 bis 1933 absolvierte er die United States Military Academy in West Point. Nach seiner Graduation wurde er als Leutnant der Infanterie zugeteilt. In der Armee durchlief er anschließend alle Offiziersränge vom Leutnant bis zum Drei-Sterne-General.
Im Lauf seiner militärischen Karriere absolvierte Quinn verschiedene Kurse und Schulungen. Dazu gehörten unter anderem die United States Army Infantry School, das Command and General Staff College und das National War College. In seinen jüngeren Jahren absolvierte er den für Offiziere in den niederen Rangstufen üblichen Dienst in unterschiedlichen Einheiten und Standorten. Dazu gehörten auch Aufgaben als Stabsoffizier in verschiedenen Hauptquartieren. Bis zum Ende der 1930er Jahre hatte er es bis zum Kompaniechef gebracht.
Während des Zweiten Weltkriegs war William Quinn als Stabsoffizier in den Nachrichten- und Geheimdienstabteilungen verschiedener Einheiten auf den europäischen und nordafrikanischen Kriegsschauplätzen eingesetzt. Er leitete die Stabsabteilung G2 für Nachrichtendienste beim IV. Korps und dann bei der 7. Armee. Quinn war unter anderem in Italien eingesetzt. Danach war er an der Operation Dragoon in Südfrankreich beteiligt. Später wurde er in den Norden versetzt, wo er an der Abwehr der deutschen Ardennenoffensive teilnahm. Im weiteren Kriegsverlauf drang seine Einheit zusammen mit anderen alliierten Verbänden nach Deutschland vor. Quinn war bei der Befreiung des KZ Dachau dabei. Er verfasste den Bericht der 7. US-Armee zum KZ Dachau, in dem über die Grausamkeiten und Schrecken in diesem Lager während der NS-Zeit berichtet wird.
Nach dem Krieg setzte William Quinn seine Offizierslaufbahn fort. Er bekleidete einige Stellen als Stabsoffizier. Zwischenzeitlich war er Bataillonskommandeur im 34. Infanterieregiment. Außerdem war er im Militärgeheimdienst tätig und an der Gründung der CIA beteiligt. Zur Zeit des Koreakriegs kommandierte er das 17. Infanterieregiment, das der 7. Infanteriedivision unterstand. Damals wurde er im Kampf verwundet. Im Jahr 1952 wurde Quinn für einige Zeit Stabsoffizier im Pentagon. Danach erfolgte eine Versetzung nach Griechenland. Dort leitete er die dem US-Heer unterstehenden Teile der Teilstreitkräfte übergreifenden militärischen Hilfsaktion für Griechenland (Joint Military Aid Group to Greece).
Zwischen Januar 1957 und Juni 1958 kommandierte William Quinn die 4. Infanteriedivision, die damals in Fort Lewis ansässig war. Anschließend leitete er im United States Department of the Army die Stabsabteilung G2 (Nachrichtendienste) sowie zwischen 1959 und 1961 die Abteilung für Öffentlichkeitsarbeit der Armee (Chief of Public Information of the Department of the Army). Im Jahr 1961 wurde er unter Beförderung zum Generalleutnant zum stellvertretenden Leiter der neu gegründeten Defense Intelligence Agency ernannt. Im Jahr 1964 kehrte er als Kommandeur zur 7. Armee zurück, die damals in Deutschland stationiert war. Dieses Kommando bekleidete er in den Jahren 1964 bis 1966. Er war der letzte Kommandeur der 7. Armee vor deren Verschmelzung mit der United States Army Europe (USAREUR). Im März 1966 schied William Quinn aus dem aktiven Militärdienst aus.
Nach seiner Pensionierung arbeitete Quinn als Zivilist für einige Zeit im Stab der CIA. Dann wurde er Vorstandsmitglied der Rüstungsfirma Martin Marietta und Leiter seiner eigenen Beraterfirma Quinn Associates. Er starb am 11. September 2000 in Washington, D.C. und wurde auf dem Nationalfriedhof Arlington beigesetzt.

## Orden und Auszeichnungen
William Quinn erhielt im Lauf seiner militärischen Laufbahn unter anderem folgende Auszeichnungen:
- Army Distinguished Service Medal
- Silver Star
- Legion of Merit
- Bronze Star Medal
- Purple Heart
- Air Medal
- Army Commendation Medal
- World War II Victory Medal
- American Defense Service Medal
- American Campaign Medal
- European-African-Middle Eastern Campaign Medal
- Army of Occupation Medal
- National Defense Service Medal
- Korean Service Medal
- Vietnam Service Medal
- Orden der Ehrenlegion (Frankreich)
- Russischer Orden des Heiligen Georg (Russland)
- Kriegskreuz (Frankreich)
- Gallantry Cross (Südvietnam)